# North Cape (Prince Edward Island)
North Cape är en udde i Kanada.   Den ligger i provinsen Prince Edward Island, i den östra delen av landet, 900 km öster om huvudstaden Ottawa.
Terrängen inåt land är mycket platt. Havet är nära North Cape norrut. Trakten är glest befolkad. Närmaste större samhälle är Tignish, 13,2 km söder om North Cape.